# World Affairs
World Affairs — журнал, офіційне видання  American Peace Society зі штаб-квартирою у Вашингтоні, округ Колумбія, яке видається раз на два місяці і розповідає про міжнародні відносини. Журнал видається з 1837 року і після перерви був знову запущений в січні 2008 року. Кожен випуск містить статті, що пропонують різні погляди на глобальні питання і зовнішньої політики Сполучених Штатів.